# La infiltrada
La infiltrada es una película española de drama y suspense dirigida por Arantxa Echevarría, quien también la coescribió junto a Amèlia Mora. Está protagonizada por Carolina Yuste. Se estrenó en cines españoles el 11 de octubre de 2024, con distribución de Beta Fiction Spain.

## Reparto
- Carolina Yuste como Aránzazu Berradre Marín.
- Luis Tosar como Ángel "el Inhumano".
- Víctor Clavijo como "Teruel".
- Nausicaa Bonnín, como Andrea.
- Íñigo Gastesi como el terrorista Kepa Etxebarria.
- Diego Anido como el terrorista Sergio Polo Cabases.
- Pedro Casablanc como superior de la Policía Nacional.
- Isidoro Fernández como comisario.

## Producción
El 27 de enero de 2023, la productora Bowfinger International Pictures y la distribuidora Beta Fiction Spain anunciaron que iban a producir la película Infiltrada, sobre la historia real de una joven policía que se infiltró en ETA. En septiembre de 2023 se anunció que Carolina Yuste sería la protagonista de la película, retitulada como La infiltrada. El rodaje de la cinta comenzó a principios de 2024 y finalizó en marzo de ese mismo año.

## Estreno
En diciembre de 2023, Beta Fiction Spain anunció por primera vez que La infiltrada se estrenaría en cines españoles el 11 de octubre de 2024. Se ha convertido en una de las películas de más éxito en taquilla del año 2024.

## Premios y reconocimientos
XXXIX edición de los Premios Goya
| Categoría                     | Receptor(es)                                                          | Resultado |
| ----------------------------- | --------------------------------------------------------------------- | --------- |
| Mejor película                | Mejor película                                                        | Ganadora  |
| Mejor dirección               | Arantxa Echevarría                                                    | Nominado  |
| Mejor actriz                  | Carolina Yuste                                                        | Ganadora  |
| Mejor actor de reparto        | Luis Tosar                                                            | Nominado  |
| Mejor actriz de reparto       | Nausicaa Bonnín                                                       | Nominado  |
| Mejor guion original          | Amèlia Mora y Arantxa Echevarría                                      | Nominados |
| Mejor dirección de producción | Axier Pérez Serrano                                                   | Nominado  |
| Mejor montaje                 | Victoria Lammers                                                      | Nominado  |
| Mejor música original         | Fernando Velázquez                                                    | Nominado  |
| Mejor fotografía              | Javier Salmones                                                       | Nominado  |
| Mejor maquillaje y peluquería | Patricia Rodríguez y Tono Garzón                                      | Nominados |
| Mejor sonido                  | Fabio Huete, Jorge Castillo Ballesteros, Miriam Lisón y Mayte Cabrera | Nominados |
| Mejores efectos especiales    | Mariano García Marty, Jon Serrano y Juliana Lasunción                 | Nominados |

80.ª edición de las Medallas del Círculo de Escritores Cinematográficos
| Categoría               | Candidato                        | Resultado |
| ----------------------- | -------------------------------- | --------- |
| Mejor película          | La infiltrada                    | Ganadora  |
| Mejor dirección         | Arantxa Echevarría               | Ganadora  |
| Mejor guion original    | Amèlia Mora y Arantxa Echevarría | Ganadores |
| Mejor actriz            | Carolina Yuste                   | Ganadora  |
| Mejor actor secundario  | Luis Tosar                       | Ganador   |
| Mejor actriz secundaria | Nausicaa Bonnín                  | Nominada  |
| Mejor música            | Fernando Velázquez               | Nominado  |
| Mejor montaje           | Victoria Lammers                 | Ganadora  |
| Mejor fotografía        | Javier Salmones                  | Nominado  |

- XXIV Premio internacional Covite a La infiltrada, concedido en 2025 por Colectivo de Víctimas del Terrorismo (Covite). [12]

## Caso real
Aránzazu Berradre Marín (pseudónimo) durante siete años logró infiltrarse en la organización terrorista, contribuyendo significativamente en la desarticulación del comando Donosti.Tras su misión, se resistió a recibir homenajes públicos y fue destinada a Andorra, donde continuó su carrera en activo dentro de los cuerpos de seguridad del Estado.